# Bogenhausen (quận)

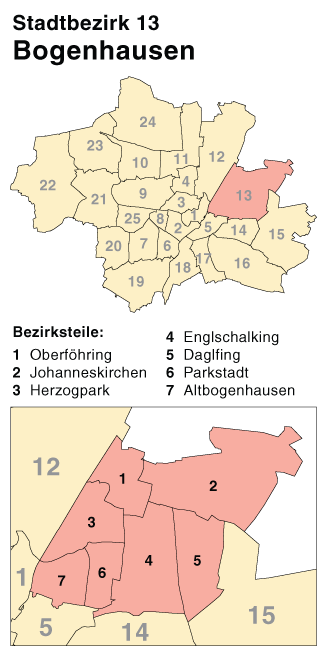
Vị trí quận 13 ở München

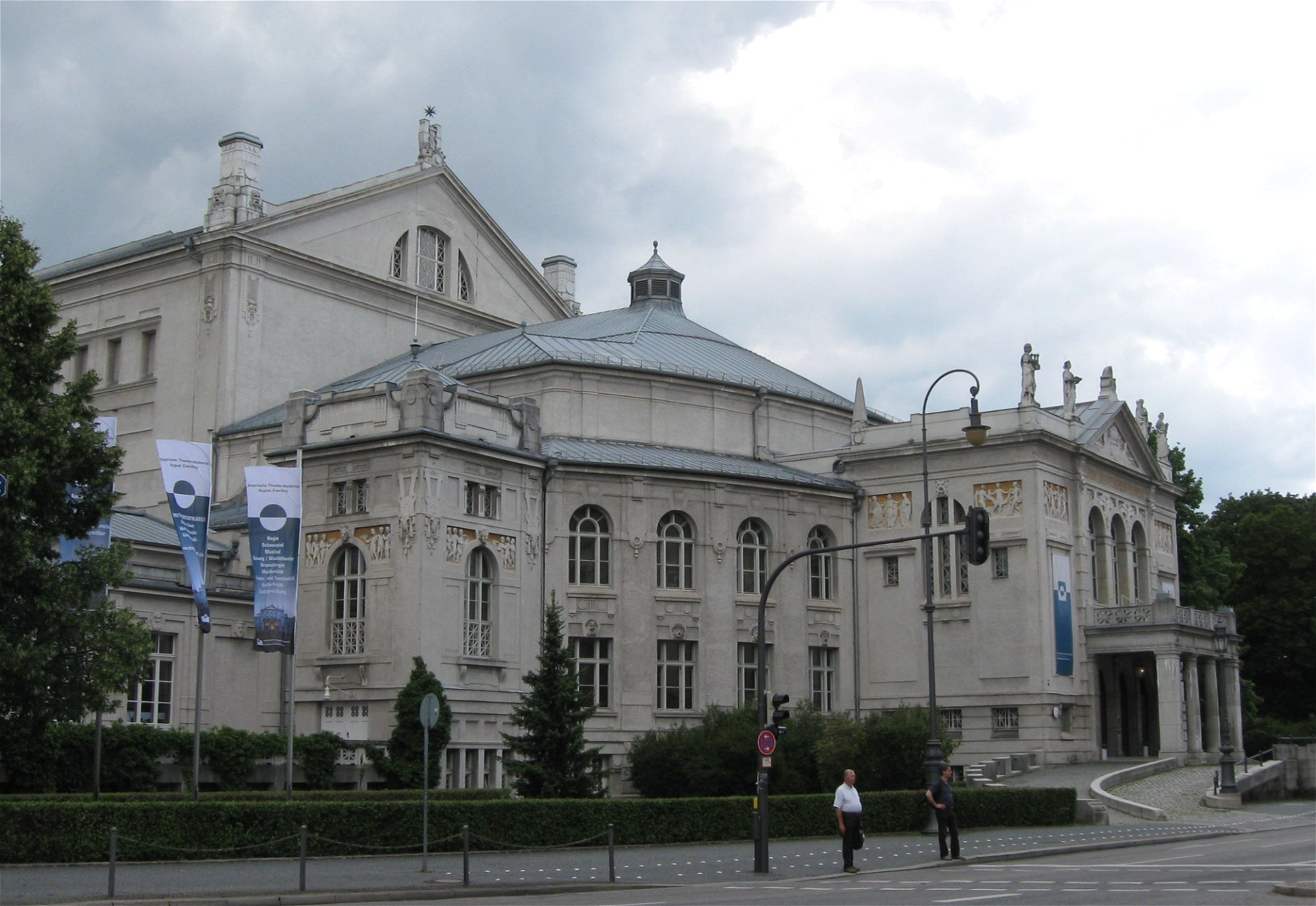
Nhà hát Prinzregenten

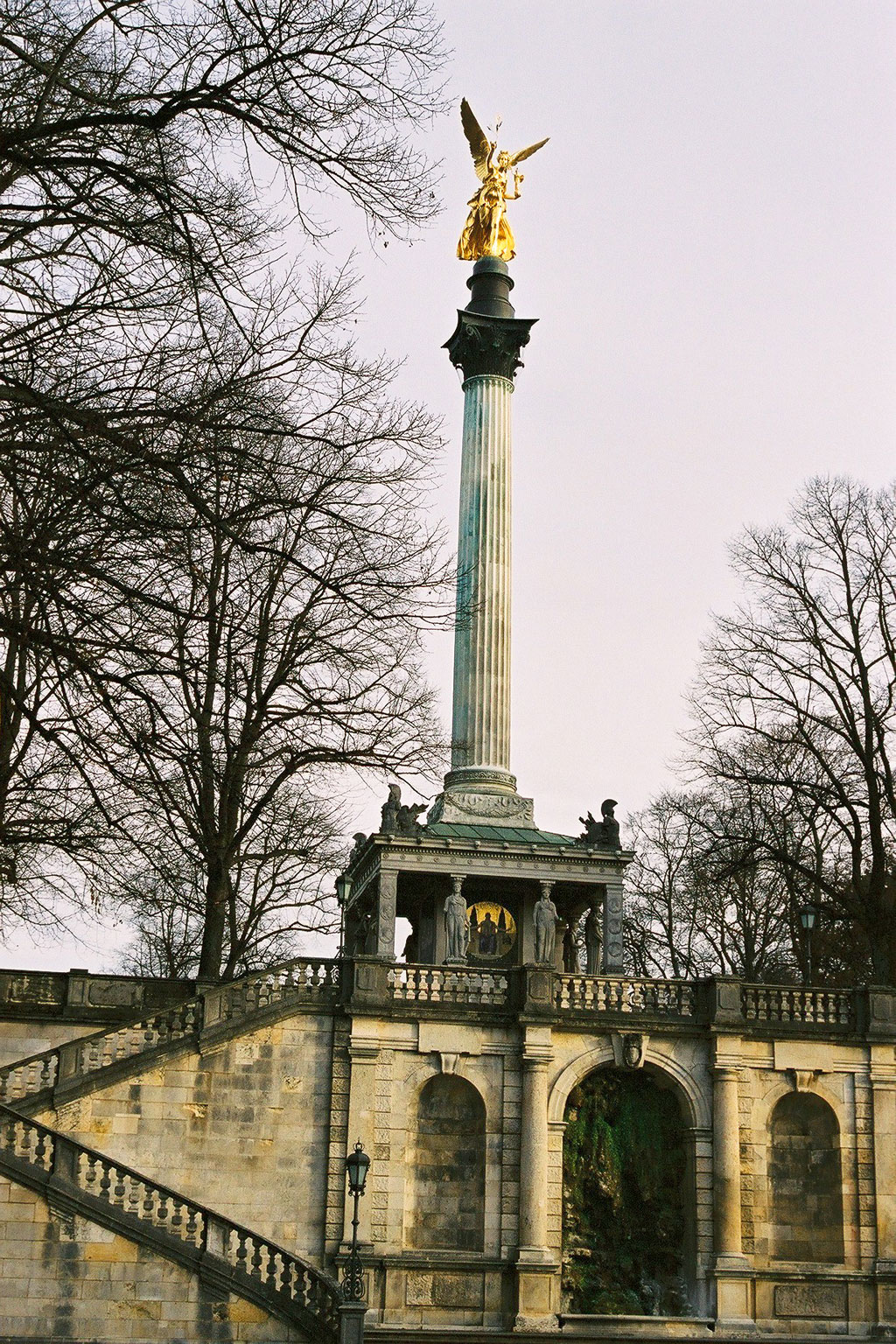
Friedensengel

 Bogenhausen là tên quận 13 của München, thủ đô của bang Bayern. Trong phạm vi quận này có 8 vùng, trong đó có vùng cũng tên là Bogenhausen.

## Vị trí
Quận 13 Bogenhausen nằm ở phía Đông Bắc của thành phố München, bên phải của sông Isar. Nó có ranh giới với bờ Tây của sông Isar, về phía Bắc và phía Đông với Unterföhring và Aschheim/Dornach và ở phía Nam là Prinzregentenstraße kéo dài ra ngoài Vòng đai Giữa. Ranh giới phía Nam kéo dài tiếp tục từ phía Tây của Vogelweideplatz về phía Nam của tuyến đường xe lửa München–Mühldorf, dẫn tới Riemer Straße. Từ đây nó chạy dọc theo Hüllgraben và Salzstraße về phía Đông Bắc cho tới ranh giới của thành phố.
Bogenhausen có ranh giới với những quận sau đây theo chiều kim đồng hồ: Trudering-Riem ở đông nam, Berg am Laim và Au-Haidhausen ở phía nam, Altstadt-Lehel và Schwabing-Freimann ở phía tây bên kia bờ sông Isar. Ngoài ra, nó có ranh giới với xã Unterföhring ở phía bắc và Aschheim ở đông bắc.

## Lịch sử
1892 làng Bogenhausen được nhập vào München, kế tiếp là Oberföhring 1913. 1930 thêm 4 làng nữa, Daglfing, Denning, Englschalking và Johanneskirchen, mà trước đó đã nhập lại thành xã Daglfing. 1937, khu phố Zamdorf và Steinhausen, mà trước đó thuộc xã Berg am Laim đã nhập vào München 1913, trở thành khu vực của Bogenhausen.

## Sách báo
- Reinhold. Häfner, Willibald. Karl,: Bogenhausen. Vom bäuerlichen Pfarrdorf zum noblen Stadtteil. Buchendorfer Verlag, München 1992, ISBN 3-ngày 96 tháng 11 năm 7984.
- Florian Breu: Die Münchener Stadtbezirke nach der Stadtgebietsneugliederung. In: Münchener Statistik. Nr. 1, 1996, ISSN 0171-0583, S. 1-14.
- Klaus Gallas: München. Von der welfischen Gründung Heinrichs des Löwen bis zur Gegenwart: Kunst, Kultur, Geschichte. DuMont, Köln 1979, ISBN 3-7701-1094-3 (DuMont-Dokumente: DuMont-Kunst-Reiseführer).
- Willibald Karl (Hrsg.): Dörfer auf dem Ziegelland. Daglfing, Denning, Englschalking, Johanneskirchen, Zamdorf. Buchendorfer Verlag, München 2002, ISBN 978-3-934036-90-1.
- Roland Krack (Hrsg.): Die Parkstadt Bogenhausen in München. Volk, München 2006, ISBN 978-3-937200-10-1.
- Lutz Fritz: Daglfing, Denning, Englschalking, Johanneskirchen 50 Jahre bei München (1930–1980). Erweiterte Festansprache zur 50-Jahrfeier der Einverleibung der ehemaligen Gemeinde Daglfing in die Landeshauptstadt München am 13. Oktober 1980. Stadtarchiv München, München 1982.
- Lutz Fritz: Oberföhring. Zur 75-Jahrfeier der Eingemeindung Oberföhrings. Buchendorfer Verlag, München 1988.
- Helmuth Stahleder: Von Allach bis Zamilapark. Namen und historische Grunddaten zur Geschichte Münchens und seiner eingemeindeten Vororte. Buchendorfer Verlag, München 2001, ISBN 3-934036-46-5.
- Klaus Bäumler: Paris als Vorbild. Auf den Spuren des Grafen Montgelas in München, an der Isar und in Bogenhausen. Bavaria und Marianne, München 1997 (Charivari-Sonderheft).